# John Fox Jr.
John Fox (Stony Point, 16 dicembre 1862 – Big Stone Gap, 8 luglio 1919) è stato un giornalista e scrittore statunitense.

## Biografia
Figlio di John William Fox, Sr. e di Minerva Worth Carr, Fox studiò alla Harvard University, laureandosi nel 1883. 

### Giornalista e corrispondente di guerra
A New York, trovò lavoro come reporter per il New York Times e per il New York Sun. Nel 1892, il suo primo romanzo, A Mountain Europa, venne  pubblicato a puntate sulla rivista Century, incontrando un grande successo. Un discreto successo ottennero altri suoi due racconti e il suo secondo romanzo, The Kentuckians, pubblicato nel 1898. 

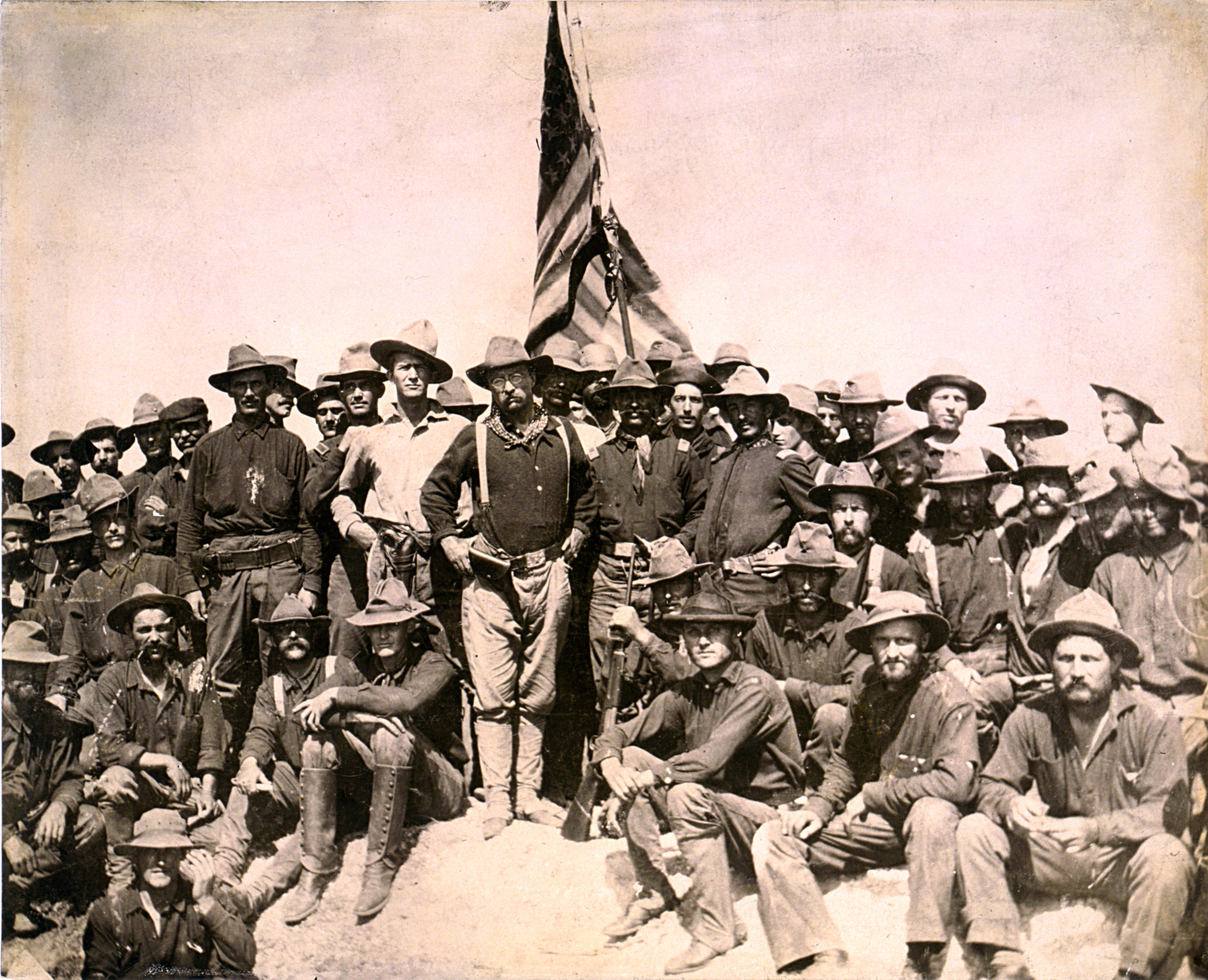
1898, i RoughRiders posano per una foto ricordo dopo la battaglia di San Juan

Nel 1898, seguì a Cuba, come corrispondente per Harper's Weekly, prestigiosa rivista politica newyorkese, la guerra ispano-americana. Fox fece parte dei Rough Riders, il gruppo di combattimento guidato dal futuro presidente Theodore Roosevelt che, tra il 1° e il 2 luglio, conquistò la collina di Sant Juan.
Sei anni dopo, Fox partì per l'Asia, per seguire la guerra russo-giapponese come corrispondente di guerra dello Scribner's.

### Romanziere
Ai primi del Novecento, Fox - pur scrivendo occasionalmente per qualche periodico - si dedicò essenzialmente alla scrittura di romanzi. Nel 1903 pubblicò The Little Shepherd of Kingdom Come; a questo seguì quello che viene considerato il suo libro più famoso, The Trail of the Lonesome Pine che entrò nei top ten del New York Times nel 1903, 1904, 1908 e 1909 e da cui vennero tratte opere teatrali e riduzioni per lo schermo.

### Vita privata
Nel 1908, si sposò con la cantante d'opera austriaca Fritzi Scheff (1879-1954). Il matrimonio durò quattro anni e i due non ebbero figli.
Fox morì nel 1919 a causa di una polmonite, a Big Stone Gap, in Virginia. Venne sepolto nella tomba di famiglia, a Paris, nel Kentucky. 
La casa di famiglia di Fox a Big Stone Gap - dopo la morte di sua sorella nel 1970 -  fu convertita in museo.

## Opere
- A Cumberland Vendetta and Other Stories (1895)
- Hell-fer-Sartain and Other Stories (1897)
- The Kentuckians (1898)
- A Mountain Europa (uscito a puntate nel 1892, pubblicato nel 1899)
- Crittenden (1900)
- Blue-grass and Rhododendron: Outdoors in Old Kentucky (1901)
- The Little Shepherd of Kingdom Come (1903)
- Christmas Eve on Lonesome and Other Stories (1904)
- Following the Sun Flag: A Vain Pursuit Through Manchuria (1905)
- A Knight of the Cumberland (1906)
- Il sentiero del pino solitario (The Trail of the Lonesome Pine) (1908)
- The Heart of the Hills (1913)
- In Happy Valley (1917)
- Erskin Dale (1920)
- A Purple Rhododendron and Other Stories (1967)

## Edizioni italiane
- Vigilia di Natale sul fiume Lonesome, Mattioli 1885, Fidenza 2017 traduzione di Livio Crescenzi ISBN 978-88-6261-642-3

## Sceneggiature cinematografiche dalle opere di Fox
- The Trail of the Lonesome Pine di Frank L. Dear - (romanzo) (1914)
- The Trail of the Lonesome Pine di Cecil B. DeMille -  (romanzo) (1916)
- Heart o' the Hills di Joseph De Grasse e Sidney Franklin - (romanzo) (1919)
- The Little Shepherd of Kingdom Come di Wallace Worsley - (romanzo) (1920)
- A Cumberland Romance di Charles Maigne - (romanzo "A Mountain Europa") (1920)
- The Kentuckians di Charles Maigne - (romanzo) (1921)
- The Trail of the Lonesome Pine di Charles Maigne -  (romanzo) (1923)
- The Hill Billy di George W. Hill - (storia) (1924)
- The Little Shepherd of Kingdom Come di Alfred Santell - (romanzo) (1928)
- Il sentiero del pino solitario (The Trail of the Lonesome Pine) di Henry Hathaway - (basato sul romanzo di) (1936)
- The Little Shepherd of Kingdom Come di Andrew V. McLaglen - (storia) (1961)